# Lazistan
Le Lazistan (en turc ottoman et en persan : لازستان ; en laze : ლაზონა, Lazona ; en grec : Λαζική/Λαζιά ; en géorgien : ჭანეთი, ლაზეთი) est une zone géographique regroupant l'est de la Région de la mer Noire et le sud-ouest du Caucase, initialement peuplée majoritairement de Lazes dans la montagne, et de Pontiques sur la côte. Elle est aujourd'hui peuplée de Turcs.

En bleu foncé, les majorités Lazes en Anatolie en 1910.

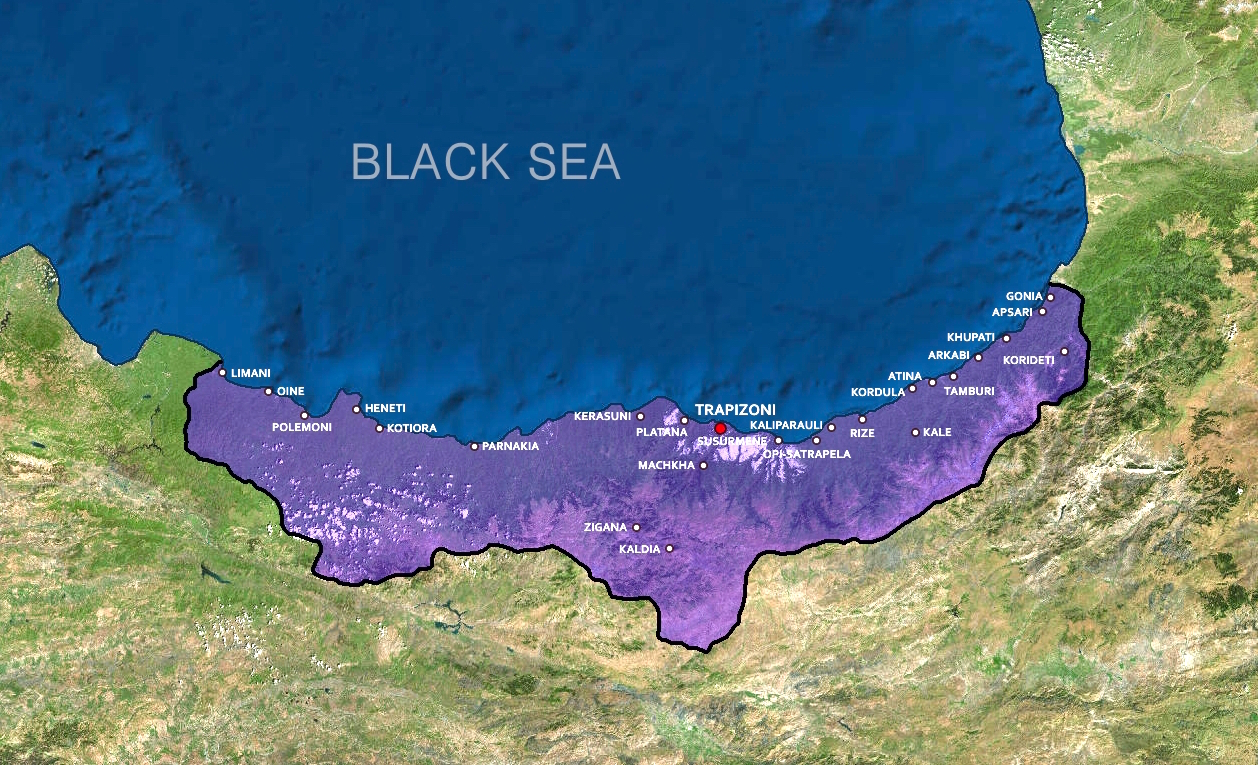
Le pays du Pont, région historique, géographique et naturelle que les Lazes appellent Lazistan.